# Alberto López
Alberto López Fernández (1º novembre 1926 – 20 marzo 2003) è stato un cestista e allenatore di pallacanestro argentino.

## Carriera
Con l'Argentina ha disputato i Campionati mondiali del 1950 e i Giochi olimpici di Helsinki 1952.